# Erhvervspartiet (1978-79)
|  | Se det tidligere parti med samme navn, se Erhvervspartiet (1918-24) |
Erhvervspartiet var et dansk politisk parti, som den udtrådte centrumdemokrat Asger Lindinger stiftede i 1978. Partiet skiftede navn til Centerpartiet, men kom ikke i Folketinget ved valget i 1979.